# بخش سکم غربی
بخش سکم غربی (به انگلیسی: West Sikkim district) یک بخش در هند است که در سیکیم واقع شده‌است. بخش سکم غربی ۱٬۱۶۶ کیلومتر مربع مساحت و ۱۳۶٬۲۹۹ نفر جمعیت دارد.